# 시미즈정 (홋카이도)
시미즈정(일본어: 清水町)은 일본 홋카이도 도카치 종합진흥국 관내 서부의 가미카와군에 있는 정이다. 정명의 유래는 아이누어로 ‘페케레페트’(ペケレペツ, 밝은 강)이다.

## 지리
도카치 종합진흥국 관내 서부에 위치한다. 도오(道央)와 도토(道東)의 고개인 닛쇼오 고개 동쪽에 위치하여 도토의 관문이 되는 정이다.

### 인접한 자치체
- 도카치 종합진흥국
  - 가미카와군 신토쿠정
  - 가사이군 메무로정
  - 가토군 시카오이정

- 히다카 진흥국
  - 사루군 히다카정

- 가미카와 종합진흥국
  - 소라치군 미나미후라노정

## 역사
- 1903년 - 메무로 외 6촌 호장사무소(현재의 메무로정)에서 히토마이촌 외 1촌 호장사무소로 분리·독립하였다.
- 1915년 - 굿타리촌(현재의 신토쿠정)을 분리하였다.
- 1921년 - 미카게촌이 메무로촌(현재의 메무로정)에서 분리되었다.
- 1927년 - 히토마이촌이 시미즈촌으로 개칭했다.
- 1936년 1월 1일 - 정으로 승격해 시미즈정이 되었다.
- 1956년 9월 30일 - 시미즈정이 미카게촌을 편입하였다.

## 경제
농업은 밭농사와 낙농업이 활발하다.

## 교통

### 철도
- 홋카이도 여객철도 네무로 본선

### 도로
- 도토 자동차도
- 국도 38호선
- 국도 274호선